# باولو كونا
باولو كونا (1 أغسطس 1980 في البرتغال - ) هو لاعب كرة سلة برتغالي في مركز هجوم قوي الجسم. لعب مع FC Porto (basketball) ‏.

## وصلات خارجية
- باولو كونا على موقع الاتحاد الدولي لكرة السلة (الإنجليزية)
- باولو كونا على موقع كرة السلة الأوروبية.كوم (الإنجليزية)
- باولو كونا على موقع ريلجم (الإنجليزية)
- باولو كونا على موقع بروبوليرز (الإنجليزية)